# Baron Bliss
Henry Edward Ernest Victor Bliss (født 16. februar 1869, død 9. marts 1926), kendt som Baron Bliss, var en britisk rejsende, som testamenterede to millioner amerikanske dollars til et fond til støtte for indbyggerne i den daværende koloni Britisk Honduras, nu Belize. Den 9. marts bliver markeret årligt som Baron Bliss-dagen i Belize.
I Belize City ligger Bliss-instituttet, Bliss sygeplejerskole og flere andre sundhedstjenester, Baron Bliss-fyret og en omkringliggende park som blev anlagt som et monument til ære for Bliss.